# Conus helgae
Conus helgae is een in zee levende slakkensoort uit het geslacht Conus. De slak behoort tot de familie Conidae. Conus helgae werd in 1992 beschreven door Blocher. Net zoals alle soorten binnen het geslacht Conus zijn deze slakken roofzuchtig en giftig. Zij bezitten een harpoenachtige structuur waarmee ze hun prooi kunnen steken en verlammen.